# 松山街道 (紫云县)
松山街道，是中华人民共和国贵州省安顺市紫云苗族布依族自治县下辖的一个街道办事处。
2016年1月14日，贵州省人民政府批复同意紫云自治县部分乡镇行政区划调整，新设置的松山街道辖原松山镇团坡村、石头寨村、同心村、牛场村、白河村、枫香村、摆纳村、新民村、新桥村、城墙脚村、印山社区、塔山社区、教场社区，街道办事处驻教场社区。

## 行政区划
松山街道下辖以下地区：
教场社区、印山社区、塔山社区、石头寨村、城墙脚村、团坡村、枫香村、马安村、摆纳村、坝当村、星红村、大桥村、白合村、团丰村、同心村、岜易村、摆山村和打来村。